# Балодис, Даниэль
Даниэль Балодис (латыш. Daniels Balodis; род. 10 июня 1998, Рига) — латвийский футболист, защитник клуба «Валмиера» и национальной сборной Латвии.

## Карьера

### Начало карьеры
Воспитанник футбольной академии латвийского клуба «Сконто». В 2016 году футболист выступал за клуб в Первой лиге. По окончании сезона клуб был расформирован, а сам футболист, как и многие другие игроки клуба, стал игроком РТУ.

### РФС
В июле 2017 года футболист присоединился к рижскому клубу РФС, где стал выступать за молодёжную команду. Дебютный матч за клуб и в латвийском чемпионате сыграл 29 июня 2018 года против клуба «Вентспилс», выйдя на поле в стартовом составе. Всего за сезон футболист провёл 3 матча во всех турнирах, результативными действиями не отличившись. По итогу сезона вместе с клубом стал бронзовым призёром чемпионата.

#### Аренда в «Даугавпилс»
В марте 2019 года футболист на павах арендного соглашения присоединился к клубу «Даугавпилс». Дебютировал за клуб 9 марта 2023 года в матче против клуба «Метта», выйдя на поле в стартовом составе, также отличившись дебютным забитым голом. На протяжении всего сезона футболист был одним из ключевых игроков клуба, за который отличился 2 забитыми голами. По окончании срока арендного соглашения покинул клуб.

#### Аренда в «Елгаву»
В марте 2020 года футболист присоединился к клубу «Елгава» на правах арендного соглашения. Весенний период чемпионата был перенесён из-за пандемии COVID-19 на июнь 2020 года. Дебютировал за клуб 16 июня 2020 года в матче против клуба «Тукумс 2000», выйдя на поле в стартовом составе. Футболист сразу же закрепился в основной команде клуба. Провёл за клуб 7 матчей в чемпионате, результативными действиями не отличившись, и в июле 2020 года покинул клуб.

### «Валмиера»

#### Сезон 2020
В июле 2020 года футболист перешёл в «Валмиеру». Дебютировал за клуб 21 июля 2020 года в матче против клуба «Метта», выйдя на замену на 59 минуте. В августе 2020 года футболист вместе с клубом отправился на квалификационный матч Лиги Европы УЕФА против польского «Леха», однако сам футболист провёл матч на скамейке запасных. Первоначально футболист выступал в клубе как игрок замены, однако быстро смог закрепиться в основной команде клуба, став игроком стартового состава. По итогу сезона футболист вместе с клубом стал бронзовым призёром латвийского чемпионата.

#### Сезон 2021
Новый сезон футболист начал с матча 14 марта 2021 года против клуба РФС, выйдя на поле в стартовом составе. В июле 2021 года футболист вместе с клубом отправился на квалификационные матчи Лиги конференций УЕФА. Первый матч в рамках еврокубкового турнира футболист сыграл в ответной встрече 15 июля 2021 года против литовского клуба «Судува», который по итогу вышел в следующий этап квалификаций. На протяжении всего сезона футболист был в клубе одним из основных игроков, чередуя матчи в стартовом составе и со скамейки запасных. Закончил сезон с серебряными медалями чемпионата.

#### Сезон 2022
Следующий сезон футболист начал с матча 12 марта 2022 года против «Риги», выйдя на поле в стартовом составе. Первым результативным действием отличился 6 апреля 2022 года в матче против клуба «Метта», отдав голевую передачу. В следующем матче 10 апреля 2022 года против клуба «Ауда» футболист забил свой дебютный гол за клуб. В июле 2022 года футболист вместе с клубом отправился на квалификационные матчи Лиги конференций УЕФА. Первый матч сыграл 21 июля 2022 года против северомакедонского клуба «Шкендия». По итогу квалификационных матчей «Шкендия» прошла дальше, а футболист с клубом закончил свою еврокубковую компанию. На протяжении всего сезона футболист был ключевым защитником в клубе, отличившись за сезон 3 забитыми голами и результативной передачей. Также по итогу сезона вместе с клубом стал победителем чемпионата.

#### Сезон 2023
Первый матч в новом сезоне футболист сыграл 11 марта 2023 года против клуба РФС, выйдя на поле в стартовом составе в роли капитана. Первым голом в сезоне отличился 20 апреля 2023 года в матче против клуба «Метта». В июле 2023 года футболист вместе с клубом отправился на квалификационные матчи Лиги чемпионов УЕФА. Первый матч в рамках еврокубкового турнира сыграл 11 июля 2023 года против словенской «Олимпии». По итогу ответного матча люблянская «Олимпия» оказалась сильнее и вышла в следующий этап квалификаций, в то время как футболист вместе с литовским клубом выбыл в квалификации Лиги конференций УЕФА. В третьем квалификационном раунде футболист вместе с клубом по сумме матчей уступил албанскому «Партизани» и выбыл из квалификаций еврокубкового турнира. По итогу сезона футболист вместе с клубом занял итоговое четвёртое место в чемпионате.

#### Сезон 2024
Новый сезон футболист начал 10 марта 2024 года в матче против клуба «Метта», выйдя на поле в стартовом составе.

## Международная карьера
В августе 2014 года футболист получил вызов в юношескую сборную Латвии до 17 лет. Дебютировал за сборную 26 августа 2014 года в товарищеском матче против сборной Польши. В сентябре 2014 года вместе со сборной отправился на квалификационные матчи юношеского чемпионата Европы до 17 лет. Первый матч на турнире сыграл 25 сентября 2014 года против сборной Швеции.
В сентябре 2015 года футболист получил вызов в юношескую сборную Латвии до 19 лет. Дебютировал за сборную 23 декабря 2015 года в товарищеском матче против сборной Эстонии. В октябре 2016 года вместе со сборной принимал участие в квалификациях на юношеский чемпионат Европы до 19 лет. Был капитаном сборной. Также в 2016 году выступал за юношескую сборную Латвии до 18 лет.
В марте 2019 года футболист получил вызов в молодёжную сборную Латвии. Дебютировал за сборную 22 марта 2019 года в товарищеском матче против сборной Казахстана, также отличившись дебютным забитым голом. В период с 2019 год по 2020 год вместе со сборной принимал участие в квалификационных матчах молодёжного чемпионата Европы.
В марте 2022 года футболист получил вызов в национальную сборную Латвии. Дебютировал за сборную в полуфинальном матче Кубка Балтии 16 ноября 2022 года против сборной Эстонии. В финале турнира 19 ноября 2022 года футболист вместе со сборной в серии пенальти уступил сборной Исландии. Дебютный гол за сборную забил 12 октября 2023 года в отборочном матче на чемпионат Европы против сборной Армении.

## Достижения
Клубные
«Валмиера»
- Чемпион Латвии: 2022

Сборная
Латвия
- Серебряный призёр Кубка Балтии: 2022